# Aeropuerto Internacional Rodríguez Ballón
El Aeropuerto Internacional Alfredo Rodríguez Ballón es un aeropuerto ubicado en la ciudad de Arequipa, Perú. Está situado a 8 km del centro de la ciudad, en la zona de Zamácola, a una altitud de 2.560 msnm. Es el primero de los 22 aeródromos del departamento de Arequipa, siendo el tercero en tráfico aéreo del Perú después del Aeropuerto Internacional Jorge Chávez de Lima y el Aeropuerto Internacional Alejandro Velasco Astete de Cuzco, habiendo sido utilizado por 1.689.921 pasajeros en el año 2017.
Su actual propietario es el estado peruano que lo entregó en concesión al consorcio peruano-argentino Aeropuertos Andinos del Perú en 2012 para modernizar y mejorar la infraestructura. El terminal aeroportuario de Arequipa tiene una pista de aterrizaje 10/28 completamente asfaltada de 2.980 m de largo por 45 de ancho, paralela a ella se encuentran las calles de rodaje Alfa A y las calles Bravo B y B1. Por sus características, el máximo aterrizaje permitido es del Airbus A320. En su plataforma de 32.000 m² es capaz de albergar hasta 6 aviones «Clase C» como el Airbus A319 o el Boeing 737-200 de las aerolíneas que operan en el país. Sin embargo, debido a la longitud de su pista, en una situación extraordinaria o de urgencia podría recibir un Boeing 747 como máximo, usando casi la totalidad de la pista con algunas limitaciones.
El Sistema de Aproximación de Luces y la Iluminación de Pista permiten aterrizajes nocturnos con total seguridad. El aeropuerto cuenta con una Unidad de Bomberos Aeronáuticos, equipos de extinción de incendios con camiones Titan E-One, unidades de apoyo y ambulancias.

## Historia
La actividad aeronáutica llegó antes de 1920. Inicialmente, Arequipa contaba con el Campo de Aterrizaje de Miraflores donde operaban aerolíneas comerciales como Faucett o Panagra pero el crecimiento de la ciudad obligó en 1940 a la construcción del Campo Aéreo «Chachani» rebautizado como «Arequipa» en la zona de Zamacola y que funcionó durante toda la época de Hélice de la Aviación. Posteriormente, se construyó el actual Aeropuerto.
El 15 de agosto de 1979 el nuevo terminal aéreo de Arequipa inició sus operaciones y rápidamente consolidó a la ciudad como la segunda más desarrollada del país. El edificio de arquitectura moderna conserva los cánones arequipeños de la construcción «de sillar y con bóvedas» y la funcionalidad de sus 2 plantas (4.226 m²) permite apreciar tanto la estética de sus materiales como el paisaje volcánico circundante desde un balcón de tránsito público de 800 m². Sobresale del edificio una torre de control de 7 pisos a la que se accede por una escalera interior y de donde se obtiene una vista de 360 grados. Este Terminal Aéreo es uno de los más completos y modernos que tiene el Perú.

### Antigua sede del Aeroclub Arequipa ACA
El Aeropuerto Rodríguez Ballón fue sede del Aeroclub Arequipa ACA, conocido club de aviación civil de la ciudad que operaba con avionetas tipo Cessna con fines de recreación y proyección social pero que dejó de funcionar como institución a finales de los 90. Actualmente, sus ex miembros realizan vuelos recreativos en el Campo Aéreo de Mollendo en lslay (Arequipa).

## Instalaciones

### Ampliación y remodelación de la terminal de Corpac
El proyecto de modernización y remodelación de dos niveles contempló la ampliación de 2.209,30 m² (metros cuadrados). Es decir, ahora, contando el área existente, se cuenta con un área total de 6.446,67 m². Las obras comenzaron en mayo de 2012 y concluyen en diciembre de 2013. Incluyen el cerco perimétrico, las playas de estacionamiento con sistemas de control y recaudación, rehabilitación de pista, vía perimetral de afirmado, la adecuación del terminal de pasajeros y la sala de embarque; la edificación de dos mangas y un nuevo corredor con acceso a escaleras eléctricas y ascensores de estreno.
Las nuevas obras del plan maestro de construcción del Nuevo Terminal Aeroportuario de Arequipa buscaban atender la demanda actual de pasajeros que sobrepasó todas las proyecciones realizadas cuando se otorgó la concesión. Se realizaron varias negociaciones con el Estado en 2014, 2018 y 2023 pero sin resultados concretos.

#### Dudas sobre la expansión de la terminal existente o construcción de una nueva terminal
Si bien el terminal fue expandido en el año 2013, aun es muy pequeño para las necesidades de la ciudad y tiene muy poco espacio para expandir el servicio, sobretodo en horas punta, siendo que los únicos horarios disponibles para nuevas frecuencias serían entre las 10 a. m. y las 4 p. m., lo cual dificultaría el crecimiento de la operación para nuevas frecuencias nacionales.
Según la concesionaria del terminal aéreo, su capacidad de atención tras la expansión de 2013 es de 1.500.000 pasajeros anuales, la concesionaria esperaba que esta capacidad sea excedida en el año 2018. Sin embargo al terminar el año 2015 el terminal ya tenía un tráfico de 1.490.000 pasajeros; es decir, se había llegado a su nivel máximo de operación 3 años antes de lo previsto por la concesionaria. Se espera también que para finales del año 2018, el tráfico de pasajeros sea superior —o muy cercano— a los 2 millones de pasajeros, lo que generaría serios problemas de operación en las horas punta sobretodo, adicionalmente debido a la poca área para la operación, se violarían algunas métricas de servicio acordadas en el contrato de concesión. Debido a este súbito incremento de pasajeros, la concesionaria y como parte del proceso de concesión, tiene la obligación de expandir la terminal y/o construir una nueva. En caso de hacer una nueva expansión, esta se haría hacia el lado izquierdo del terminal existente, en caso de que se construya una nueva terminal, esta sería al lado derecho del actual. Cualquiera que sea la decisión, los objetivos mínimos de la ampliación serían:
- Remoción del umbral desplazado en la pista principal, lo cual permitiría utilizar todo el largo de la pista (2.980 m) y así permitir la llegada de aviones Clase C como A320, Boeing 737 (situación actual) así como aviones Clase D. (situación futura), lo cual permitiría vuelos internacionales regionales.
- Incremento de área de plataforma/parqueo de aviones (30.000 m²).
- Incremento de 2 posiciones remotas.
- Rehabilitación de las calles de rodajes Alfa y Bravo.
- Mejoramiento de la infraestructura y sistemas de monitoreo y radar existentes.
- Incremento de como mínimo 2 salas de embarque (3.000 m²).
- Incremento de como mínimo 2 mangas de embarque.
- Incremento de área en la terminal para nuevos counters y chequeo de pasajeros (4.000 m²).
- Incremento de área para negocios, concesiones y servicios (2.000 m²).
- Incremento de área de salida y seguridad (1.000 m²).
- Mejoramiento de acceso al aeropuerto, así como del parqueo de autos.

## Expansión de aerolíneas nacionales e internacionales

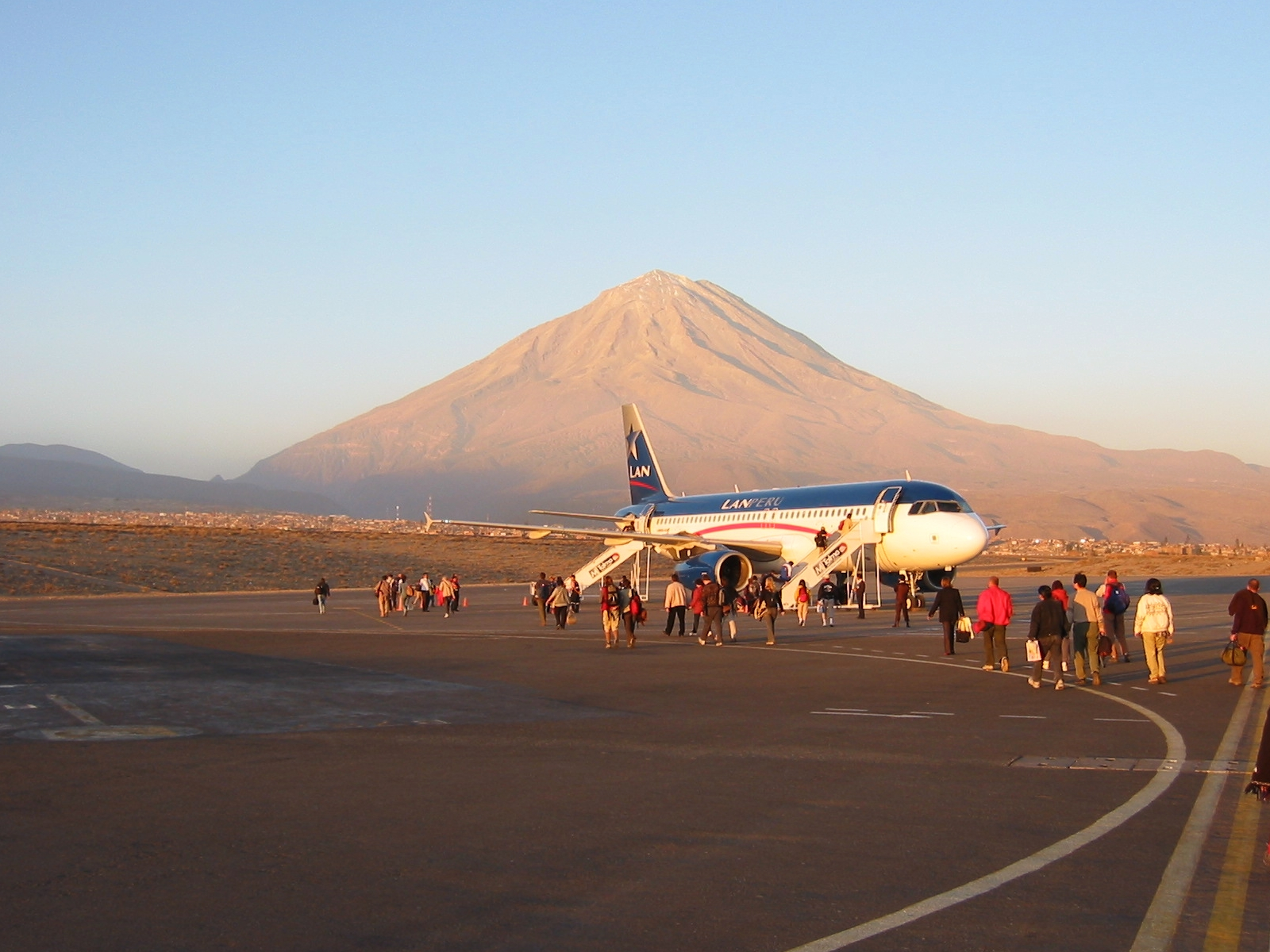
Vista del volcán El Misti desde el Aeropuerto Internacional Rodríguez Ballón en Arequipa, Perú.

Una vez determinado el alcance final de la expansión del terminal actual y/o construcción de un nuevo terminal, el aeropuerto contaría con 4-8 mangas de embarques, la nueva área de terminal y embarque sería de entre 18.000 a 25.000 m² (metros cuadrados), el número de puestos remotos pasaría de 4 a 6 y el área de plataforma y estacionamiento de aviones se duplicaría,  todas estas modificaciones permitirían que el aeropuerto pase de una capacidad de 1,5 millones de pasajeros anuales (situación actual) a entre 3-5 millones de pasajeros anuales. Se espera que el costo de esta ampliación sea de entre 50 a 70 millones de dólares y se ejecute entre la segunda mitad del 2018 y finales del 2019. Con esta expansión el Aeropuerto Internacional de Arequipa se colocaría como el segundo del país en términos de tamaño y capacidad de pasajeros, al menos hasta que el aeropuerto de Cuzco sea reubicado al pueblo de Chinchero.

### Pasajeros
Los vuelos comerciales regulares se realizan desde el Terminal Principal, hallándose en ese sector las áreas de embarque y desembarque de pasajeros (Passenger Departure & Arrivals), en la primera planta se encuentran los mostradores (Check-in) de las aerolíneas LATAM Perú y Sky Airline Perú. Así mismo, actualmente opera desde Arequipa, directo y sin escalas la chilena JetSmart con dos vuelos semanales a Santiago de Chile. Dispone de salas de espera y puertas de embarque (Gates) 1, 2, 3 y 4. Salón VIP, Control de Seguridad y Migraciones, Control de Aduana, Oficina del Banco de la Nación de Perú, Oficina de Información y Megafonía del aeropuerto, vestíbulo de llegadas (Baggage Claim) con fajas transportadoras para el equipaje, etc. En la segunda planta el Área Administrativa.
El aeropuerto ha sido remodelado como parte del programa de inversiones del concesionario ahora cuenta con dos salas diferenciadas de embarque para vuelos nacionales e internacionales con sistema de climatización y ventilación, con la flexibilidad de integrarse ambas salas para vuelos nacionales. Cuenta además con dos mangas de abordaje en el segundo piso de la terminal, la puesta en operación estas mejorará la seguridad de las operaciones aeroportuarias y permitirán un acceso rápido y cómodo al avión, aún en condiciones meteorológicas adversas.
A partir del mes de Junio , la aerolínea JetSmart empezará a volar rutas domesticas teniendo como 2da base la ciudad de Arequipa, ofreciendo conexiones hacia Cusco, Lima, Piura, Tarapoto y Trujillo; marcando un hito importante en la aviación comercial peruana. Asi mismo, entrará en servicio el vuelo domestico más largo del Perú desde/hacia Piura con un tiempo estimado de vuelo de 2h30. 

## Tráfico de pasajeros
Ver fuente y consulta Wikidata.
| Año                  | 2019      | 2018      | 2017      | 2016      | 2015      | 2014      | 2013      | 2012      | 2011      | 2010    |
| -------------------- | --------- | --------- | --------- | --------- | --------- | --------- | --------- | --------- | --------- | ------- |
| Tráfico de pasajeros | 1 990 820 | 1 921 316 | 1 689 921 | 1 634 090 | 1 492 423 | 1 351 182 | 1 282 504 | 1 148 438 | 1 025 476 | 939 397 |
| Crecimiento anual    | 3.62 %    | 13.75 %   | 3.42 %    | 9.5 %     | 10.45 %   | 5.35 %    | 11.67 %   | 11.99 %   | 9.16 %    | N/A     |

### Carga y negocios
El área de carga de este aeropuerto es un edificio anexo al terminal principal, es de una sola planta y 1.600 m² (metros cuadrados) de superficie techada. Permite acceder la carga directamente a la plataforma de los aviones, el ingreso es restringido y se realiza por una calle del complejo aeronáutico en el sector de la entrada al parqueo de vehículos.
En el año 2003, una reconocida empresa del sector minero de la región estableció como base operativa de sus aeronaves a este Aeropuerto, sus hangares y oficinas constituyen así el Terminal Aéreo Corporativo.

## Servicios que brinda la terminal
- Información: paneles electrónicos, pantallas LCD, megafonía, oficina de información.
- Turísticos: información turística iPerú, agencias de viajes y hostelería.
- Financieros: agencia del Banco de la Nación, cajero automático Globalnet, casa de cambio, seguros.
- Telecomunicaciones: cabinas telefónicas, telefonía móvil, cabinas de Internet, servicio wifi.
- Transporte: servicio de taxis, tarifa recomendada del aeropuerto a la Plaza de Armas S/.15 (US$.6) (€.4)
- Seguridad: Policía Nacional, seguridad privada, primeros auxilios.
- Comerciales: La Ibérica, tiendas varias.
- Gastronómicos: Café Altomayo, Jirón Perú y 4D.
- Estacionamiento: servicio de estacionamiento para 300 vehículos, explanada de 15.000 m² (metros cuadrados). Peaje.
- Mangas: servicio de 2 mangas recientemente puestas para el fácil movimiento de pasajeros.

## Servicios militares
Construido el nuevo Aeropuerto, el antiguo Aeropuerto «Chachani» pasó a ser el terminal aeromilitar del destacamento de la Fuerza Aérea del Perú en Arequipa, Ala aérea N.º 3 FAP; quedando interconectados ambos terminales por una calle de rodaje de 100 m (metros), ya que utilizan la misma pista de aterrizaje. La plataforma militar tiene un área de 7.000 m² (metros cuadrados) con capacidad para 2 aviones tipo Hercules C130, en esta plataforma también hay un «helipuerto» que se utiliza mayormente en situaciones de emergencia, apoyo logístico y sanitario de los helicópteros Mi-17 de la FAP, el EP y la PNP.
El "Ala Aérea N.º 3" de Arequipa comprende:
Grupo Aéreo N.º 2 con sede en la Base de Vítor (Arequipa), Escuadrón 211 de helicópteros de combate Mi-25 D.
Grupo Aéreo N.º 4 con sede en la Base de La Joya (Arequipa), el Escuadrón de Combate 412 «HAWKS» de los Mirage 2000.
Grupo Aéreo N.º 4 con sede en la Base de La Joya(Arequipa), el Escuadrón de Entrenamiento Avanzado 411 de los MB-339.
Incluye como unidades subordinadas a la Escuela de Comandos FAP (Arequipa), la Base Aérea de Puerto Maldonado y el Destacamento Aéreo de Tacna.

## Vuelos nacionales
| Destinos nacionales del Aeropuerto de Arequipa AQP LIM CUZ | Destinos nacionales del Aeropuerto de Arequipa AQP LIM CUZ | Destinos nacionales del Aeropuerto de Arequipa AQP LIM CUZ | Destinos nacionales del Aeropuerto de Arequipa AQP LIM CUZ | Destinos nacionales del Aeropuerto de Arequipa AQP LIM CUZ | Destinos nacionales del Aeropuerto de Arequipa AQP LIM CUZ | Destinos nacionales del Aeropuerto de Arequipa AQP LIM CUZ | Destinos nacionales del Aeropuerto de Arequipa AQP LIM CUZ |
| ---------------------------------------------------------- | ---------------------------------------------------------- | ---------------------------------------------------------- | ---------------------------------------------------------- | ---------------------------------------------------------- | ---------------------------------------------------------- | ---------------------------------------------------------- | ---------------------------------------------------------- |

## Destinos y aerolíneas
El Aeropuerto Rodríguez Ballón recibe actualmente 44 vuelos comerciales diarios, los cuales aumentan a 58 vuelos en temporada alta (entre junio y agosto). La llegada del primer vuelo es a las 4:30, mientras que el último es a las 21:00 horas. Los aterrizajes de vuelos no comerciales, privados y militares se producen a cualquier hora del día entre las 6:00 y las 22:00.

### Aerolíneas
| Aerolíneas                 | Ciudades                                                                | Aeronave                                    |
| -------------------------- | ----------------------------------------------------------------------- | ------------------------------------------- |
| JetSmart Perú 4 destinos   | Nacionales: (2) Cuzco / Lima Internacionales: (2) Cartagena / Guayaquil | Airbus A320neo                              |
| LATAM Perú 2 destinos      | Nacionales: (2) Cuzco / Lima                                            | Airbus A319, Airbus A320ceo, Airbus A320neo |
| Sky Airline Perú 1 destino | Nacionales: (1) Lima                                                    | Airbus A320neo                              |

### Destinos nacionales
| Ciudades por Departamento       | Nombre del aeropuerto                             | Aerolíneas                          |
| ------------------------------- | ------------------------------------------------- | ----------------------------------- |
| Cuzco (1 destino, 2 aerolíneas) |                                                   |                                     |
| Cuzco                           | Aeropuerto Internacional Alejandro Velasco Astete | JetSMART Perú / LATAM               |
| Lima (1 destino, 3 aerolíneas)  |                                                   |                                     |
| Lima                            | Aeropuerto Internacional Jorge Chávez             | JetSMART Perú / LATAM / Sky Airline |

## Aerolíneas históricas en Arequipa

### Aerolíneas extintas
Destinos nacionales
| Cuzco (1 destino, 3 aerolíneas)    |                                                                | |
| Cuzco                              | Aeropuerto Internacional Alejandro Velasco Astete              | AeroPerú / Faucett Perú / Magenta Air |
| Lima (1 destino, 15 aerolíneas)    |                                                                | |
| Lima                               | Aeropuerto Internacional Jorge Chávez                          | Aerolíneas Peruanas S.A. / AeroPerú / Aero Cóndor / Aero Continente / Aero Santa / Avianca (Perú) / Andrea Air / Faucett Perú / LC Perú / Magenta Air / - Panagra / Peruvian Airlines / Peruvian International Airways / SATCO / TANS Perú |
| Moquegua (1 destino, 2 aerolíneas) |                                                                | |
| Ilo                                | Aeropuerto de Ilo                                              | Faucett Perú / Peruvian Airlines |
| Puno (1 destino, 6 aerolíneas)     |                                                                | |
| Juliaca                            | Aeropuerto Internacional Inca Manco Cápac                      | AeroPerú / Aero Continente / Aero Santa / Faucett Perú / SATCO / TANS Perú |
| Tacna (1 destino, 6 aerolíneas)    |                                                                | |
| Tacna                              | Aeropuerto Internacional Coronel FAP Carlos Ciriani Santa Rosa | Aero Continente / Aero Cóndor / Aero Santa / Faucett Perú / Peruvian Airlines / SATCO |

Destinos internacionales
| Bolivia (1 destino, 1 aerolínea) |                                                |                                             |
| La Paz                           | Aeropuerto Internacional El Alto               | Amaszonas                                   |
| Chile (4 destinos, 2 aerolíneas) |                                                |                                             |
| Arica                            | Aeropuerto Internacional Chacalluta            | Aero Continente / National Airlines (Chile) |
| Antofagasta                      | Aeropuerto Andrés Sabella                      | National Airlines (Chile)                   |
| Iquique                          | Aeropuerto Internacional Diego Aracena         | Aero Continente / National Airlines (Chile) |
| Santiago de Chile                | Aeropuerto Internacional Arturo Merino Benítez | Aero Continente / National Airlines (Chile) |

### Aerolíneas operativas
Destinos nacionales
| Ciudad por región                    | Nombre del Aeropuerto                                            | Aerolíneas                            |
| ------------------------------------ | ---------------------------------------------------------------- | ------------------------------------- |
| La Libertad (1 Destino, 1 Aerolínea) |                                                                  |                                       |
| Trujillo                             | Aeropuerto Internacional Capitán FAP Carlos Martínez de Pinillos | JetSmart Perú                         |
| Lima (1 destino, 3 aerolíneas)       |                                                                  |                                       |
| Lima                                 | Aeropuerto Internacional Jorge Chávez                            | Viva Air Perú / Star Perú / WayraPerú |
| Piura (1 Destino, 1 Aerolínea)       |                                                                  |                                       |
| Piura                                | Aeropuerto Internacional Capitan FAP Guillermo Concha Iberico    | JetSmart Perú                         |
| San Martín (1 Destino, 1 Aerolínea)  |                                                                  |                                       |
| Tarapoto                             | Aeropuerto Comandante FAP Guillermo del Castillo Paredes         | JetSmart Perú                         |

Destinos internacionales
| Chile (4 destinos, 1 aerolínea) |                                                |                             |
| Arica                           | Aeropuerto Internacional Chacalluta            | Sky Airline                 |
| Antofagasta                     | Aeropuerto Andrés Sabella                      | Sky Airline                 |
| Iquique                         | Aeropuerto Internacional Diego Aracena         | Sky Airline                 |
| Santiago de Chile               | Aeropuerto Internacional Arturo Merino Benítez | Sky Airline / JetSmart Perú |

## Accesibilidad
Existen dos rutas de acceso al aeropuerto desde la ciudad:
1. Calle Ayacucho-Puente Grau-Av. Ejército-Av. Aviación- salida Aeropuerto; 8 km (kilómetros); 15 minutos.
2. Av. Parra-Variante de Uchumayo-Vía de Evitamiento-Av. Aviación-salida Aeropuerto; 16 km; 25 minutos.

## Accidentes
- El 29 de febrero de 1996, en las proximidades del Aeropuerto Rodríguez Ballón en Arequipa, el vuelo 251 de la aerolínea Faucett procedente de Lima y con destino final Tacna se estrelló a las 20:25 horas con 117 pasajeros y 6 tripulantes a solo 6.3 km (kilómetros) de la pista de aterrizaje, muriendo sus 123 ocupantes.[7]
- El 25 de octubre de 1988, un Fokker F28 Fellowship de AeroPerú (registrado OB-R-1020) despegó del Aeropuerto Internacional Inca Manco Cápac en un vuelo nacional a Arequipa, pero no pudo obtener cualquier altura considerable, impactando contra una carretera y varios desniveles del terreno, y  causando la muerte de 11 de los 65 pasajeros, así como de un miembro de la tripulación.[8]